# Selnik (Ludbreg)
Selnik falu Horvátországban, Varasd megyében. Közigazgatásilag Ludbreghez tartozik.

## Fekvése
Ludbregtől 1 km-re északra a Drávamenti-síkságon fekszik.

## Története
A települést 1464-ben már "Selnik" alakban említik a ludbregi uradalom részeként. 1468-ban az uradalommal együtt a Thuróczy család birtoka lett, majd 1695-től a Batthyányaké, akik egészen a 20. századig voltak a földesurai. 
1857-ben 334, 1910-ben 618 lakosa volt. 1920-ig Varasd vármegye Ludbregi járásához tartozott. 2001-ben 273 háza és 905 lakosa volt.

## Nevezetességei
A Szent Antal-kápolna a 18. században épült. Egyhajós, hosszúkás, nyugat-keleti tájolású épület, keskenyebb, félköríves szentéllyel. Az 1680-as egyházlátogatásban említik először. A 18. század közepén helyreállították és új építészeti elemekkel egészítették ki. A szentélyben boltozatot építettek, a szentély déli oldalán pedig csehsüvegboltozatú sekrestyét helyeztek el. A hajó nyugati oldalán falazott kórust emeltek. A hajó nem volt boltozatos, az eredeti famennyezet maradt fenn benne. A 19. század közepén a fából készült harangtornyot falazottra cserélték, melyet a homlokzat előtt helyeztek el, így rajta keresztül lehet a kápolnába belépni.

## Külső hivatkozások
- Ludbreg város hivatalos oldala
- Horvát történelmi portál – Ludbreg a késő középkorban Archiválva 2011. július 14-i dátummal a Wayback Machine-ben